# Сонячні космічні промені
Со́нячні космі́чні про́мені (СКП) - потік заряджених частинок, прискорених до високих енергій внаслідок сонячних спалахів. Біля Землі СКП реєструються у вигляді несподіваних різких підвищень інтенсивності космічних променів на фоні космічного випромінювання Галактики.
Енергії частинок СКП варіюються від 105-106 еВ (близько до верхньої межі енергій у сонячному вітрі) до 1010 еВ. При енергіях менших за 105 еВ на потік частинок суттєво впливає електромагнітна взаємодія (між собою та з міжпланетним полем).
СКП складаються переважно з протонів з енергіями {\displaystyle E>10^{6}} еВ. Також реєструються ядра з зарядом Z ≥ 2 (до ядер 28Ni) та енергіями від 0,1 до 100 МеВ/нуклон, електрони з енергіями, що перевищують 30 кеВ. Також реєструвалися потоки дейтронів, тритію, основних ізотопів C, O, Ne та Ar. В деяких спалахах генерується значна кількість ядер ізотопу гелію 3He. Вміст протонів варіюється від спалаху до спалаху, в той час як відносний вміст інших ядер з   Z ≥ 2 зазвичай відображає склад сонячної атмосфери.
Склад сонячних космічних променів, розподіл СКП по енергіям

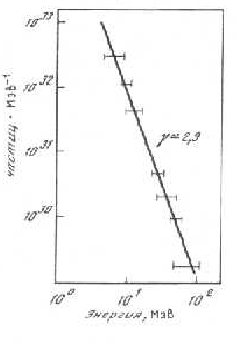
Мал.1 Спектр інжекції протонів 8 грудня 1981 р. за вимірами міжпланетної станції "Венера-13", тобто перераховане до Сонця повне число вилетівших електронів під час спалаху частинок

Сонячні космічні промені в загальному випадку представляють собою потоки протонів різних енергій. Хімічний та ізотопний склад прискорених у спалахах частинок передає склад атмосфери Сонця в області прискорення. Умови, що забезпечують прискорення частинок у спалахах - виникнення квазістаціонарного або наведеного електричного поля, реалізуються, як правило, в активних областях, де спостерігаються динамічні процеси, рухи сонячної речовини та зміна магнітного поля, тобто в центрах активності Сонця. Склад атмосфери в центрах активності може сильно відрізнятися від середнього складу атмосфери Сонця. У дуже потужних спалахах з'являється велика кількість енергетичних частинок і зазвичай вважають, що прискорення захоплює великі об'єми сонячної атмосфери і частково здійснюється ударною хвилею. В такому випадку різні аномалії сонячної атмосфери, що відносяться до області первинного прискорення, згладжуються і вміст прискорених частинок у широкому інтервалі енергій досить добре передає середній вміст атмосфери Сонця. У дуже імпульсних спалахах область прискорення знаходиться досить низько, на висотах (4÷10)*109 см над рівнем фотосфери або навіть у перехідному шарі. Таким чином вона виявляється значно меншою, її хімічний склад відмінний від середнього, речовина в ній не повністю іонізована. Крім того, механізми прискорення частинок характеризуються різною ефективністю для різних частинок та ізотопів, зокрема деякі можуть бути більш ефективними для ізотопа 3He та деяких інших важких ядер. Такі дуже слабкі по інтенсивності спалахи сонячних космічних променів були зареєстровані. 
В складі СКП обов'язково присутні і електрони, хочу доля електронів, котрі вийшли в міжпланетне середовище, складає всього 10-3 від повного числа прискорених електронів. Вивчення потоків електронів представляють собою велику область дослідження СКП та міжпланетного середовища.
Прискорені у спалахах заряджені частинки мають спадаючий спектр
{\displaystyle dN/dE=f(E)} або {\displaystyle dN/dR=f(R)},

тобто чим більша енергія частинок, тим менша їх кількість. Це універсальний закон всіх природних процесів прискорення. Тут важливі форма спектру, вид функції {\displaystyle f(E)}: степенева чи експоненціальна, за енергією чи за імпульсом (жорсткістю) частинок. (Жорсткістю називається характеристика, що визначає поведінку частинок в областях з магнітним полем. Жорсткість 

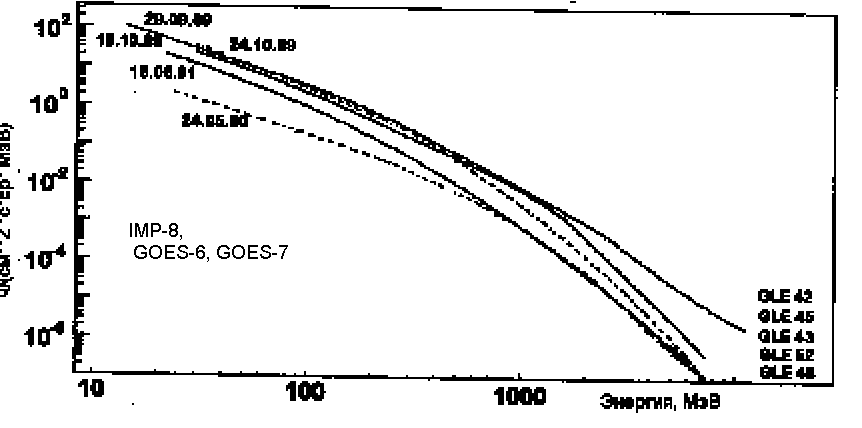
Мал.2 Комбіновані спектри, отримані для деяких найпотужніших подій СКП. Видно, що спектр неможливо описати єдиним степеневим законом, максимальна енергія в цих подіях перевищує 5 ГеВ

{\displaystyle R=p/z}, де {\displaystyle p} - імпульс частинки {\displaystyle z} - її електричний заряд).
Форму спектру прискорених у спалахах частинок можна визначити лише зі спостережень {\displaystyle \gamma }-квантів та нейтронів для важких частинок, рентгенівського та радіовипромінювання для електронів. Однак вимірів нейтронів та {\displaystyle \gamma }-квантів з енергіями {\displaystyle E>1} МеВ досі небагато, тому про спектр прискорених протонів судили на основі вимірювань потоків СКП. Спектр частинок, які вилетіли з Сонця, визначають з величин максимальних амплітуд потоків різних енергій. На практиці найчастіше використовують степеневе представлення, особливо в інтервалі енергій {\displaystyle 5-100} МеВ/нуклон для протонів та ядер і {\displaystyle 0.03\div 10} МеВ для електронів.
Найбільш вірогідне значення показника спектру {\displaystyle <\delta >=2.5\div 3} отримано для більшості спалахів СКП, в яких максимальна енергія прискорення важких частинок не перевищує 100МеВ (Мал.1, Мал.2)
У дуже потужних спалахах, коли енергії частинок перевищують 20-500 МеВ, спектр інжекції протонів та ядер, як правило, неможливо описати простим законом.У таких спалахах апроксимуючою функцією використовують експоненціальний закон або функцію Беселя. 
Спектр міжпланетних електронів в окремих подіях СКП простягається до 60÷80 МеВ.  
Як вже писалося, для розуміння процесу спалахів набагато інформативнішими виявляються дослідження рентгенівського випромінювання і γ-континууму, що виникає при гальмуванні прискорених у спалахах електронів.  Зокрема, у спалаху 26 березня 1991 максимальна енергія гальмівного спектру γ-континууму досягала 300 МеВ.  
Таким чином, сукупність даних про нейтральне і заряджене випромінювання сонячних спалахів дозволяє стверджувати, що прискорення частинок навіть до релятивістських енергій може відбуватися за долі секунд.  Максимальна енергія прискорених електронів досягає декількох сотень МеВ, а максимальна енергія протонів 10-15 ГеВ. 
Джерело: astronet.ru, http://mognovse.ru/lms-solnechnie-kosmicheskie-luchi.html